# Pušanjski Do
Pušanjski Do (en serbe cyrillique : Пушањски До) est un village du nord du Monténégro, dans la municipalité de Pljevlja.

## Démographie

### Évolution historique de la population
| 1948 | 1953 | 1961 | 1971 | 1981 | 1991 | 2003 |
| ---- | ---- | ---- | ---- | ---- | ---- | ---- |
| 254  | 288  | 271  | 269  | 170  | 124  | 77   |